# دالتشین
دالتشین (به چکی: Dalečín) یک منطقهٔ مسکونی در جمهوری چک است که در ناحیه ژدار ناد سازاووو واقع شده‌است. دالتشین ۱۶٫۳ کیلومتر مربع مساحت و ۶۴۲ نفر جمعیت دارد و ۴۷۲ متر بالاتر از سطح دریا واقع شده‌است.